# Kiss Me, Kiss Me, Kiss Me
Kiss Me, Kiss Me, Kiss Me — седьмой студийный альбом британской группы The Cure, выпущенный в 1987 году. Пластинка позволила группе ворваться на американский рынок: это первый альбом, вошедший в Billboard Top 40. Наряду с альбомами Disintegration, The Head on the Door, Pornography и Faith, Kiss Me, Kiss Me, Kiss Me числится Apple Music как знаковый релиз The Cure.

## История создания
На виниле альбом был выпущен как двойной, и как обычный на компакт-диске, из которого была убрана композиция «Hey You!» из-за временных ограничений носителя.
Это последний альбом, в котором, пусть и незначительное, но всё же участие, принял один из основателей группы — Лоуренс Толхерст. Роберт Смит утверждает, песня «Shiver and Shake» повествует о снижающейся роли Лоуренса в группе. Даже несмотря на то, что Лоуренс был отмечен на следующем альбоме Disintegration в качестве заведующего «другими инструментами», он, фактически, уже ничего не делал для группы.
Также это последний студийный альбом Порла Томпсона в качестве клавишника; в дальнейшем он играл только на гитаре. Приглашённый саксофонист Эндрю Бреннен сыграл партии для композиций «Hey You!» и «Icing Sugar».
Также выходило ограниченное издание альбома, на котором находился EP с шестью би-сайдами с синглов «Why Can’t I Be You?», «Catch» и «Just Like Heaven», а также ремикс на песню «Icing Sugar». Материал с EP в итоге был издан на сборнике Join the Dots.
Kiss Me, Kiss Me, Kiss Me продолжает держать планку одного из основных альбомов, составляющих концертную программу The Cure; турне 2008 4Tour включало исполнение «The Kiss», «Torture», «Catch», «Why Can’t I Be You?», «How Beautiful You Are», «Just Like Heaven», «Hot Hot Hot!!!», «If Only Tonight We Could Sleep» и «Shiver and Shake».

## Переиздание 2006 года
Альбом был переиздан в августе 2006 года. Первый диск включает в себя оригинальный альбом 1987 года и включённый трек «Hey You!», удалённый из прошлых тиражей. Второй диск содержит демоверсии и концертные записи каждой композиции с оригинального альбома. Выпуск состоялся 14 августа в Британии и 8 августа в США.
На своем веб-сайте Роберт Смит утверждает, что с того периода сохранилось очень много материала, которого хватило бы на три диска: Один для оригинального альбома, один для демоверсий и ранее не выпускавшихся композиций и последний для «альтернативных» версий оригинальных композиций с пластинки.
Но выпустить можно было только двухдисковое издание.
После диспута с семьей и друзьями, он решил, что диск, содержащий демозаписи лучше подойдет для переиздания. Он так же заявил о невозможности утечки диска с не выпускавшимся материалом куда-либо и не ведет никакой речи о его издании.

## Список композиций
Все песни написаны The Cure (Смит/Гэллап/Томпсон/Толхерст/Уильямс)
1. The Kiss — 6:17
2. Catch — 2:42
3. Torture — 4:13
4. If Only Tonight We Could Sleep — 4:50
5. Why Can’t I Be You? — 3:11
6. How Beautiful You Are — 5:10
7. The Snakepit — 6:56
8. Hey You! — 2:22
9. Just Like Heaven — 3:30
10. All I Want — 5:18
11. Hot Hot Hot!!! — 3:32
12. One More Time — 4:29
13. Like Cockatoos — 3:38
14. Icing Sugar — 3:48
15. The Perfect Girl — 2:34
16. A Thousand Hours — 3:21
17. Shiver and Shake — 3:26
18. Fight — 4:27

Композиция «Hey You!» была убрана из ранних тиражей компакт-дисков из-за временных ограничений.

### Переиздание 2006 года

#### Первый диск
Включает в себя оригинальный альбом 1987 года, а также композицию «Hey You!» под 8 номером.

#### Второй диск: раритеты 1986—1987 годов
1. The Kiss (RS Home Demo 3/86) Instrumental — 3:40
2. The Perfect Girl (Beethoven St. Studio Demo 6/86) Instrumental — 3:26
3. Like Cockatoos (Beethoven St. Studio Demo 6/86) Instrumental — 2:11
4. All I Want (Beethoven St. Studio Demo 6/86) Instrumental — 3:33
5. Hot Hot Hot!!! (Beethoven St. Studio Demo 6/86) Instrumental — 3:49
6. Shiver and Shake (Jean Costas Studio Demo 8/86) Instrumental — 2:55
7. If Only Tonight We Could Sleep (Jean Costas Studio Demo 8/86) Instrumental — 3:16
8. Just Like Heaven (Jean Costas Studio Demo 8/86) Instrumental — 3:26
9. Hey You! (Jean Costas Studio Demo 8/86) Instrumental — 2:32
10. A Thousand Hours (Miraval Studio Guide Vocal/Rough Mix 10/86) — 3:27
11. Icing Sugar (Miraval Studio Guide Vocal/Rough Mix 10/86) — 3:20
12. One More Time (Miraval Studio Guide Vocal/Rough Mix 10/86) — 4:36
13. How Beautiful You Are (Live Bootleg — County Bowl Santa Barbara 7/87) — 5:22
14. The Snakepit (Live Bootleg — County Bowl Santa Barbara 7/87) — 7:30
15. Catch (Live Bootleg — NEC Birmingham 12/87) — 2:32
16. Torture (Live Bootleg — NEC Birmingham 12/87) — 4:04
17. Fight (Live Bootleg — Bercy Paris 12/87) — 4:30
18. Why Can’t I Be You? (Live Bootleg — Wembley Arena London 12/87) — 7:43

## Участники записи
The Cure:
- Роберт Смит — гитара, клавишные, вокал
- Саймон Гэллап — бас-гитара
- Порл Томпсон[англ.] — гитара, клавишные, саксофон
- Лоуренс Толхерст — клавишные
- Борис Уильямс[англ.] — ударные, перкуссия
- Роджер О’Доннелл — клавишные на концертных выступлениях со второго диска 'Deluxe Edition'

Приглашённый музыкант:
- Эндрю Бреннен — саксофон в песнях «Icing Sugar» и «Hey You!»

Технический персонал:
- Дэвид М. Аллен[англ.], Роберт Смит — продюсирование
- Шон Бэрроуз, Жак Хермет — ассистенты
- Боб Клирмаунтин[англ.] — ремикширование сингловой версии «Just Like Heaven»
- Parched Art — художественное оформление, дизайн

## Чарты
| Год  | Страна             | Позиция |
| ---- | ------------------ | ------- |
| 1987 | Billboard 200      | 35      |
| 1987 | UK Albums Chart    | 6       |
| 1987 | Australia Top 40   | 9       |
| 1987 | Austria Top 40     | 4       |
| 1987 | France Top 50      | 2       |
| 1987 | Germany Top 40     | 4       |
| 1987 | Sweden Top 40      | 13      |
| 1987 | Switzerland Top 40 | 3       |

| Год  | Название              | Страна                             | Позиция |
| ---- | --------------------- | ---------------------------------- | ------- |
| 1987 | «Just Like Heaven»    | Hot Dance Music/Club Play          | 28      |
| 1987 | «Just Like Heaven»    | Hot Dance Music/Maxi-Singles Sales | 27      |
| 1987 | «Just Like Heaven»    | The Billboard Hot 100              | 40      |
| 1987 | «Why Can’t I Be You?» | Hot Dance Music/Club Play          | 27      |
| 1987 | «Why Can’t I Be You?» | Hot Dance Music/Maxi-Singles Sales | 8       |
| 1987 | «Why Can’t I Be You?» | The Billboard Hot 100              | 54      |
| 1988 | «Hot Hot Hot!!!»      | Hot Dance Music/Club Play          | 11      |
| 1988 | «Hot Hot Hot!!!»      | Hot Dance Music/Maxi-Singles Sales | 50      |
| 1988 | «Hot Hot Hot!!!»      | The Billboard Hot 100              | 68      |